# 向太阳致敬
向太阳致敬 是一处太阳能装置景观，位于克罗地亚扎达尔半岛西端，港口入口处，毗邻海风琴。它是尼古拉·巴西奇设计的作品，其形状为直径22米的圆形，由三百块多层玻璃板组成，下面是光伏太阳能电池组件。安装在圆盘内的照明元件会在夜间开启，发出五彩光线。它象征着与大自然的交流，与光的互动，而附近的海风琴代表着与声音的交流。

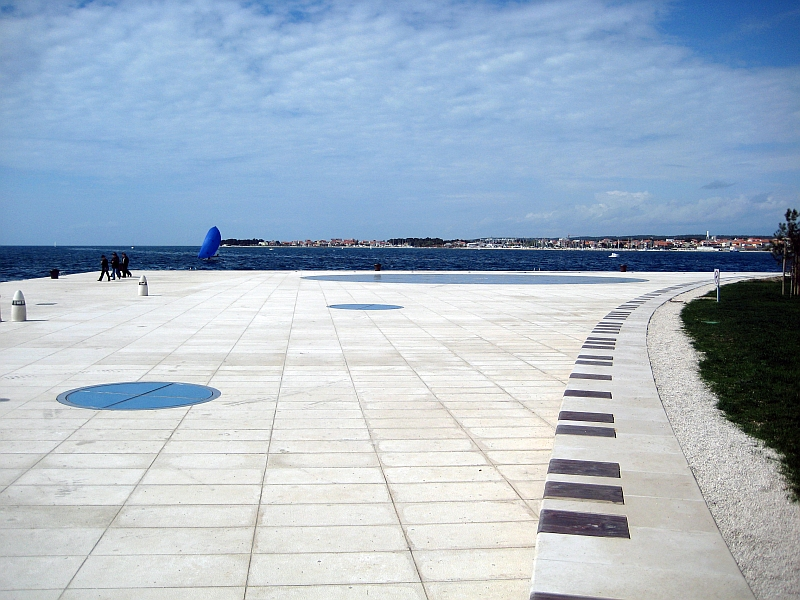

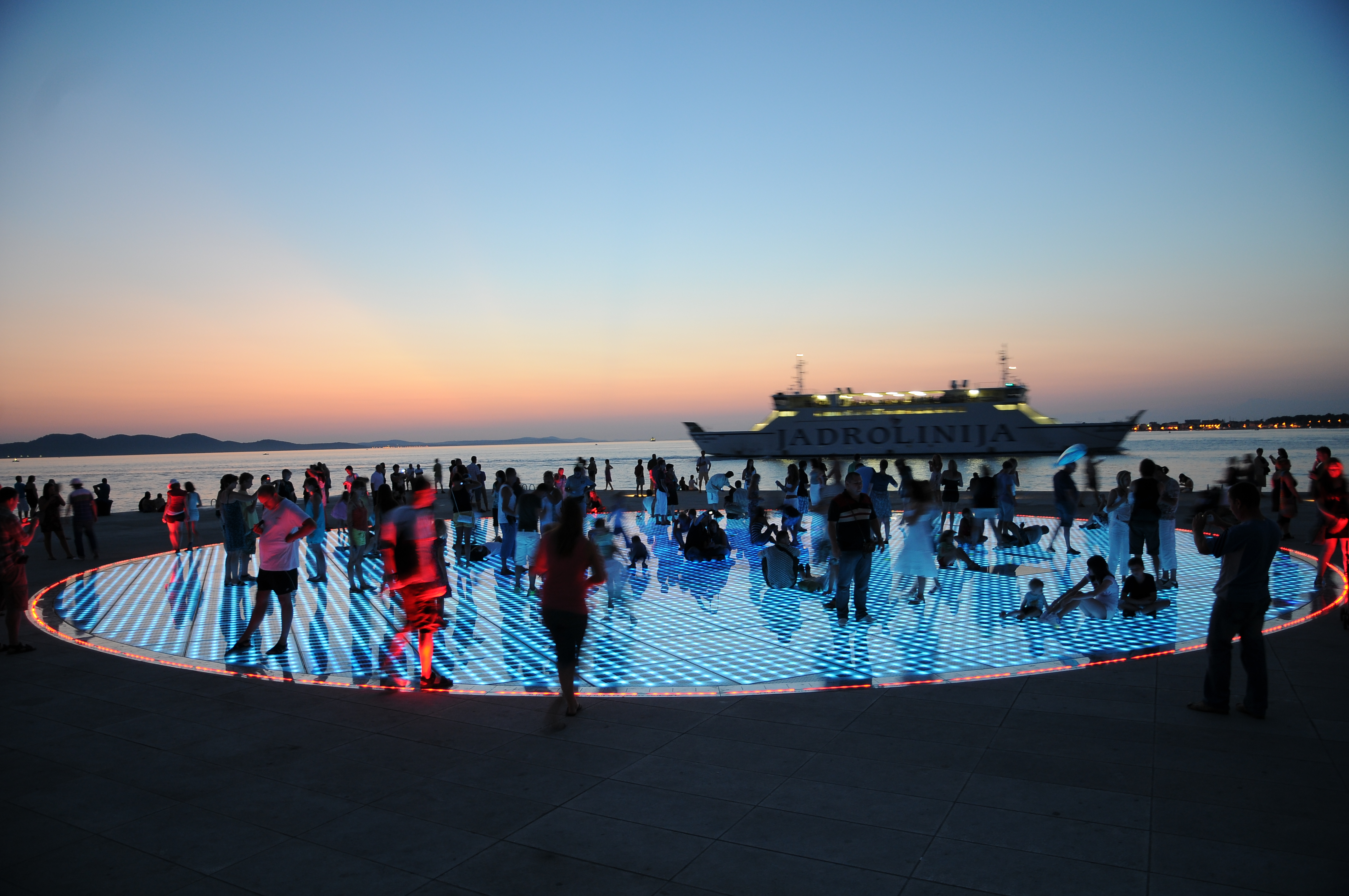

向太阳致敬可以根据不同日期的太阳高度，显示出对应的扎达尔半岛上历代教会圣人的瞻礼日期，使其如同一本日历。海洋科学家参与了合作。
这些太阳能电池组件吸收光能，将其转化为电力。除了装置本身，还能供应扎达尔海滨照明所需总能量的一半。
建造该纪念碑的造价约为800万库纳（不含税，约1,300万欧元），而周边景观的总造价总计为5000万库纳（约700万欧元）。由于暴露于阳光、潮湿和盐分之下，造成其维护成本颇高。2008-2013年的维护费用总计约为70万库纳。

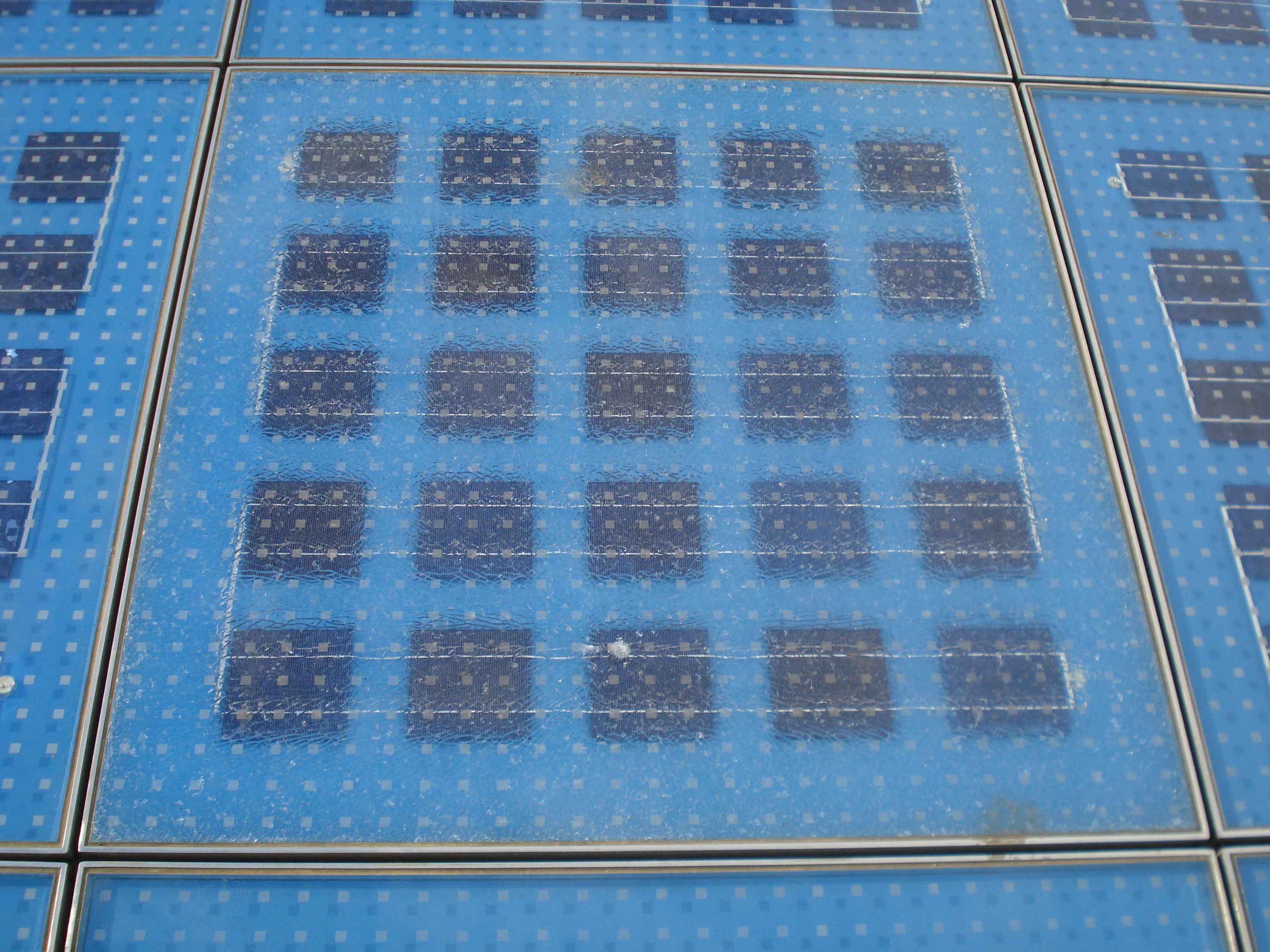

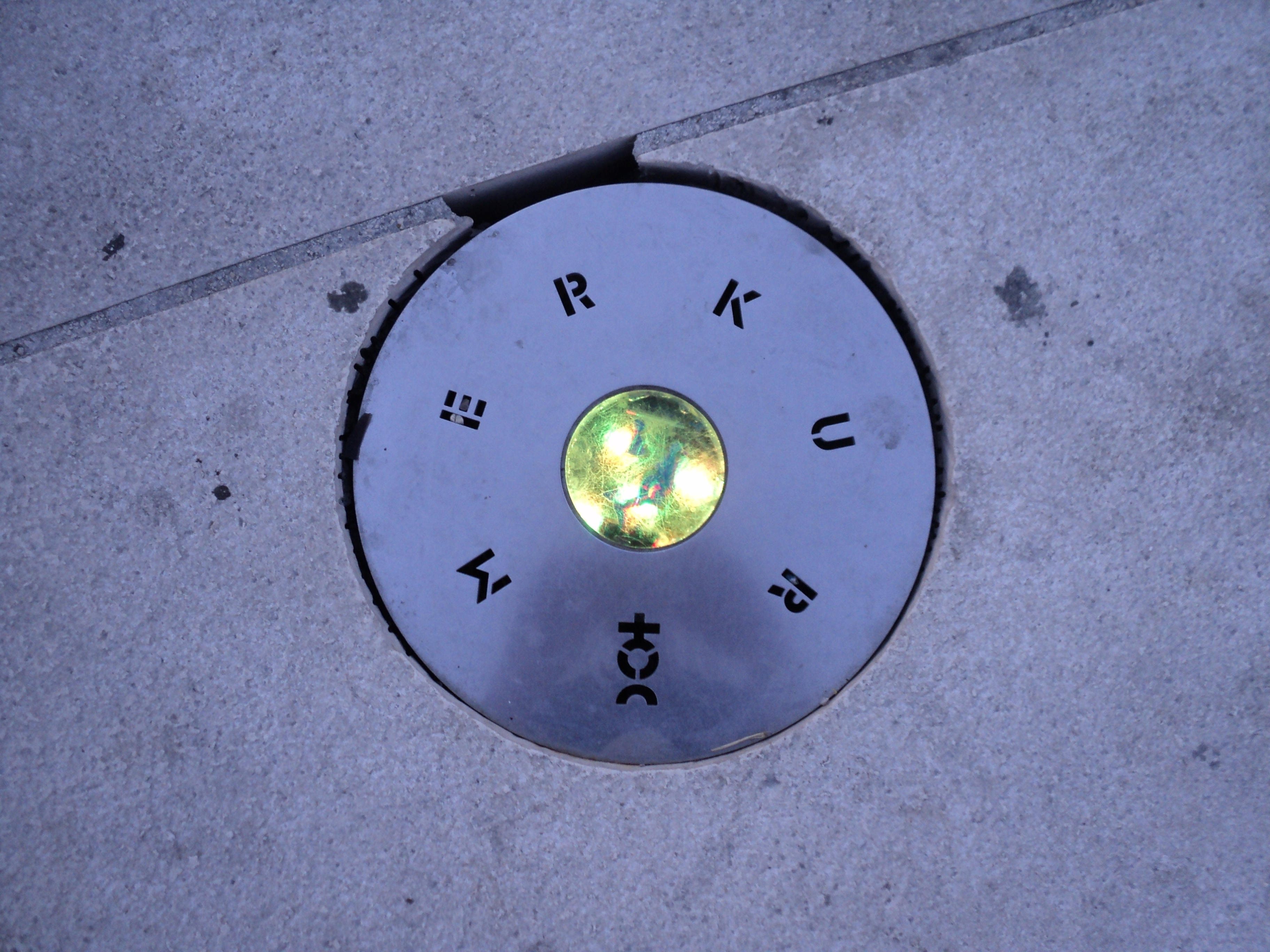
水星
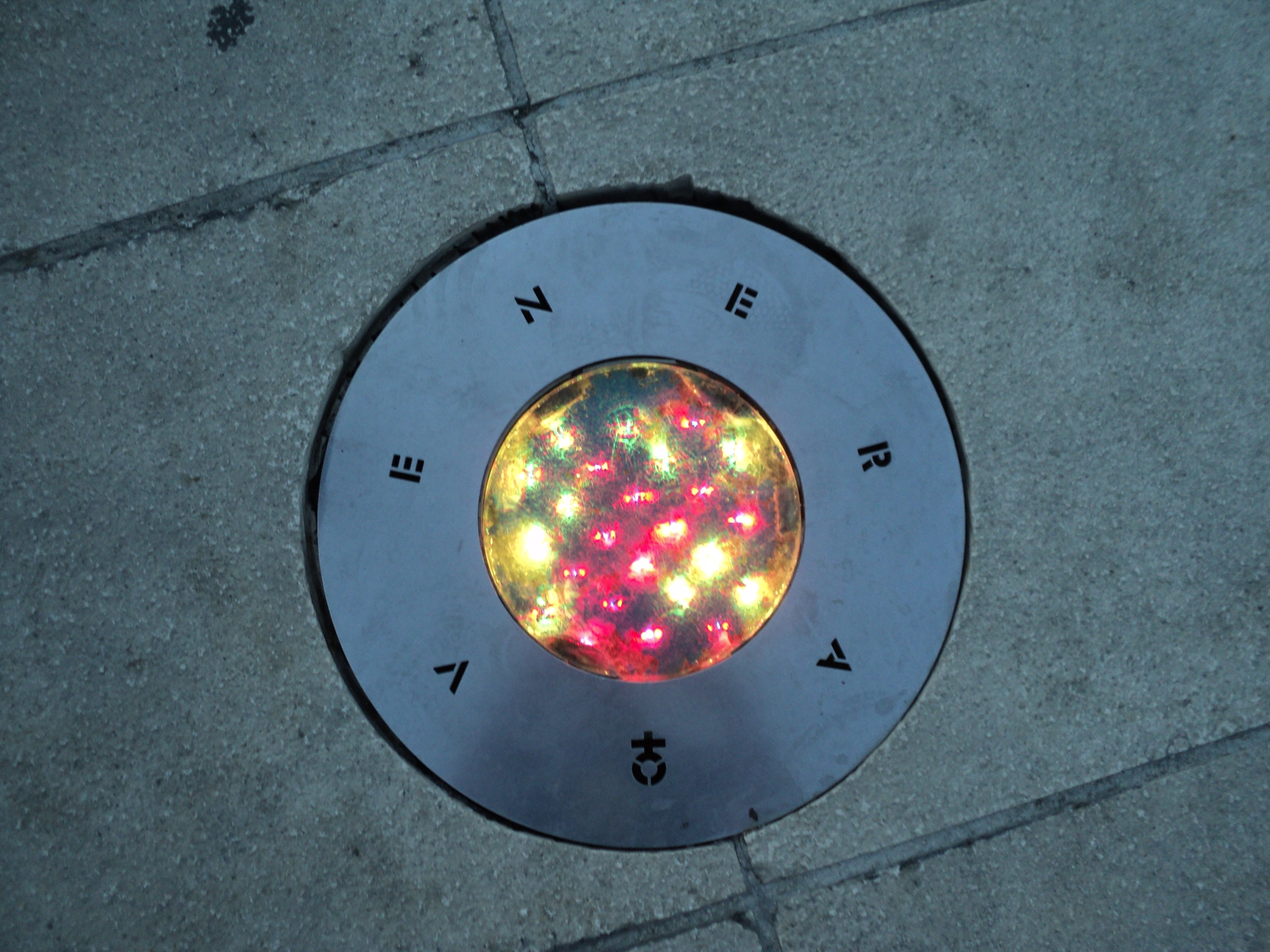
金星
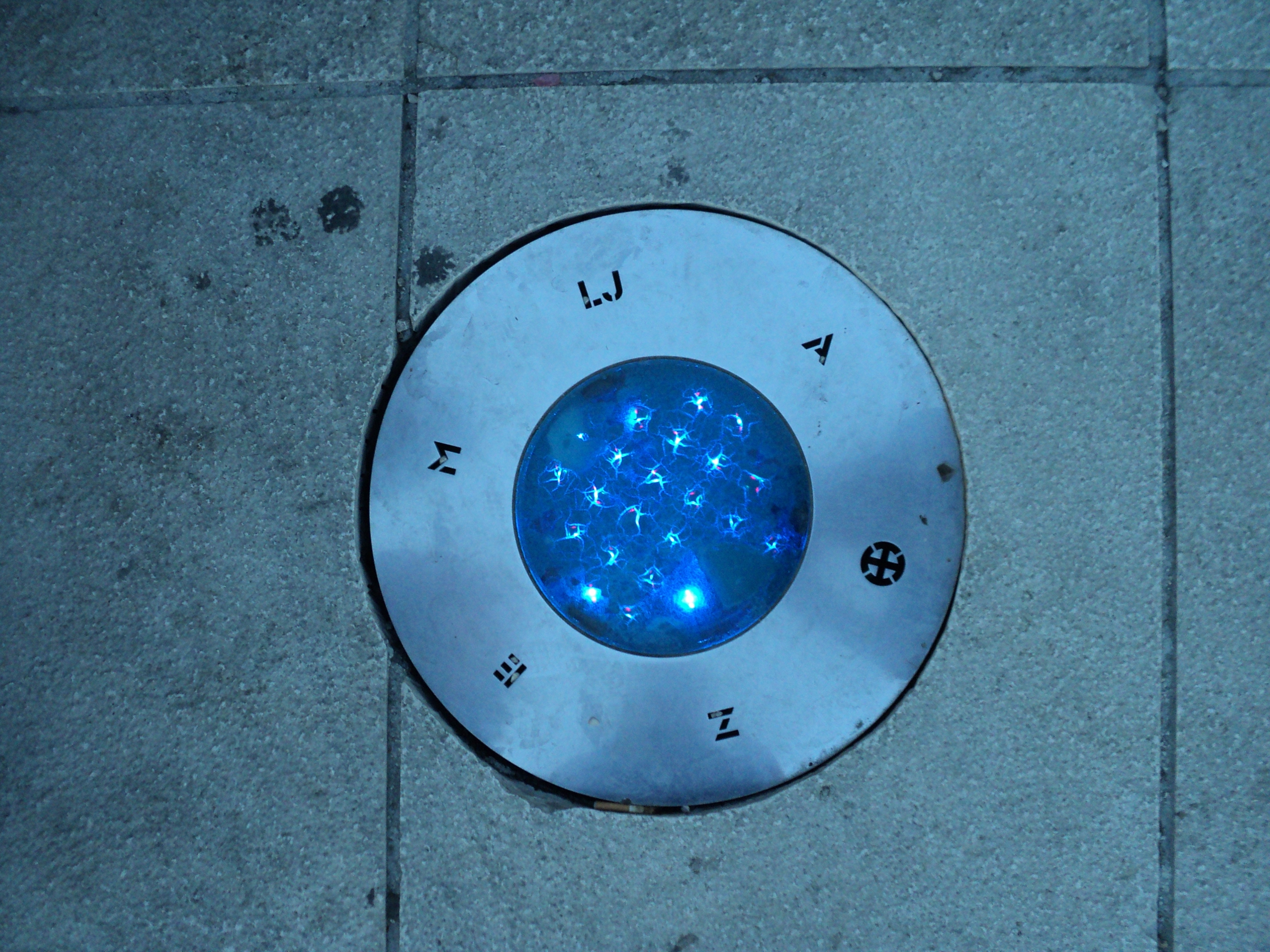
地球
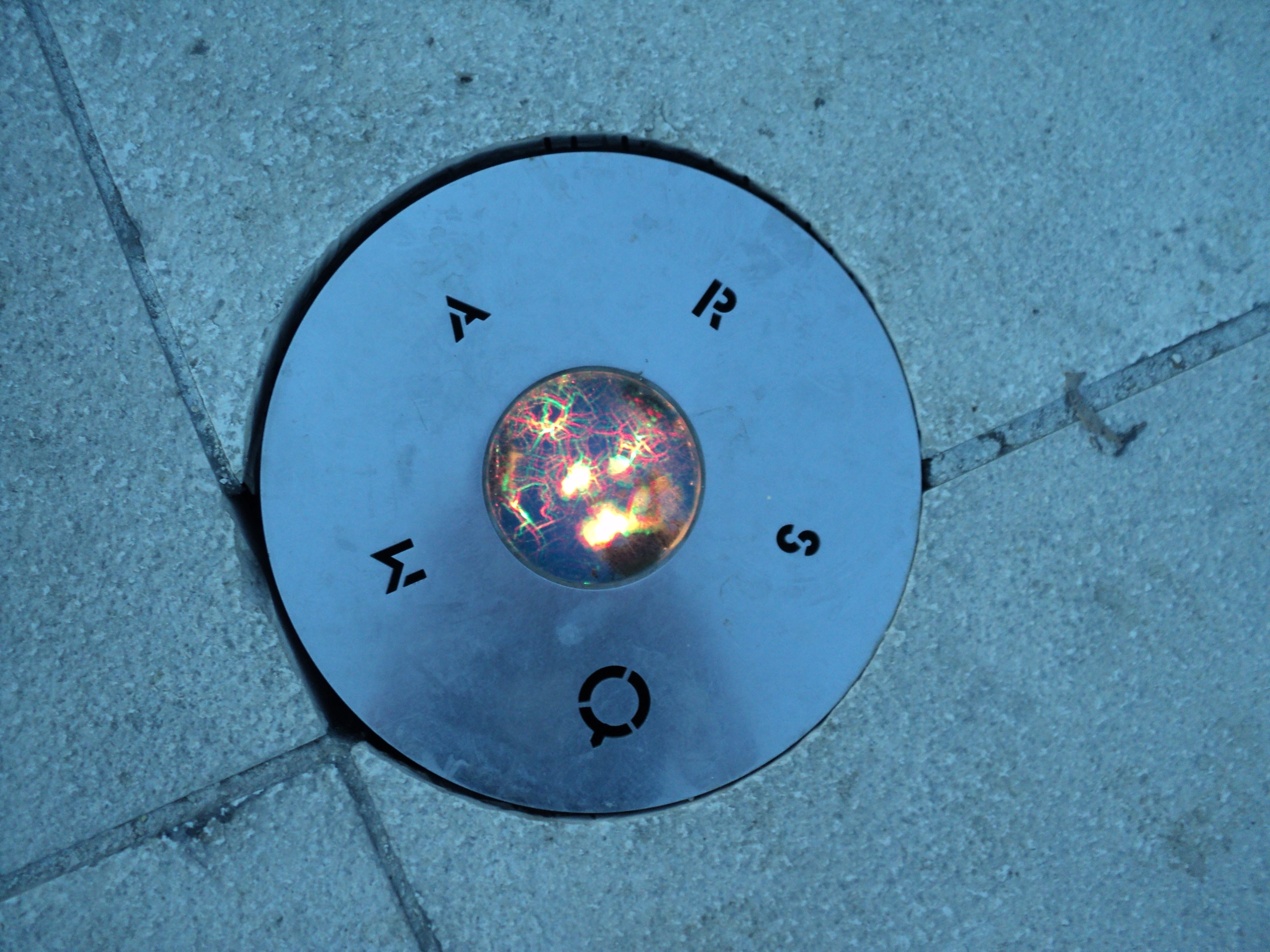
火星
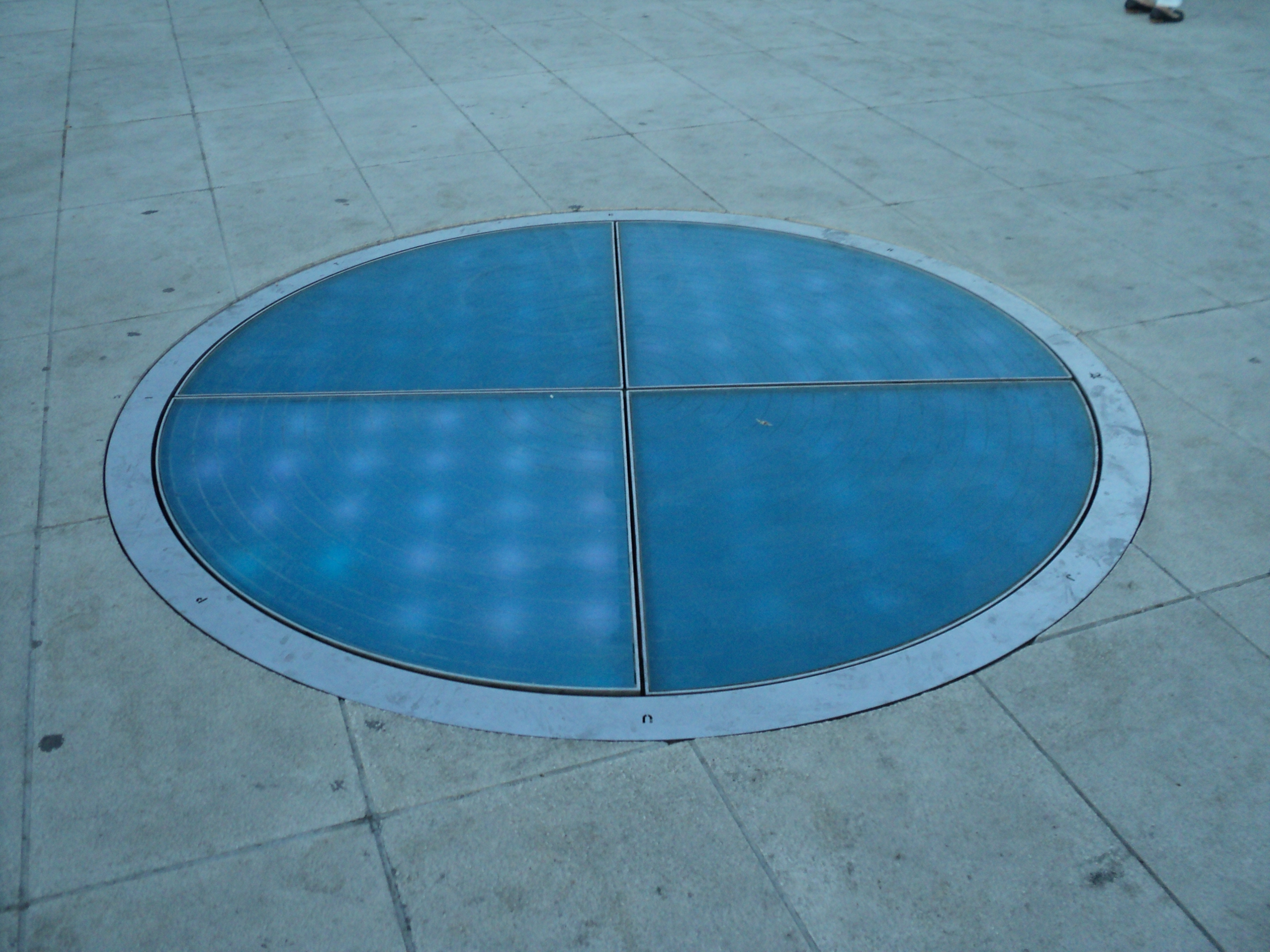
木星
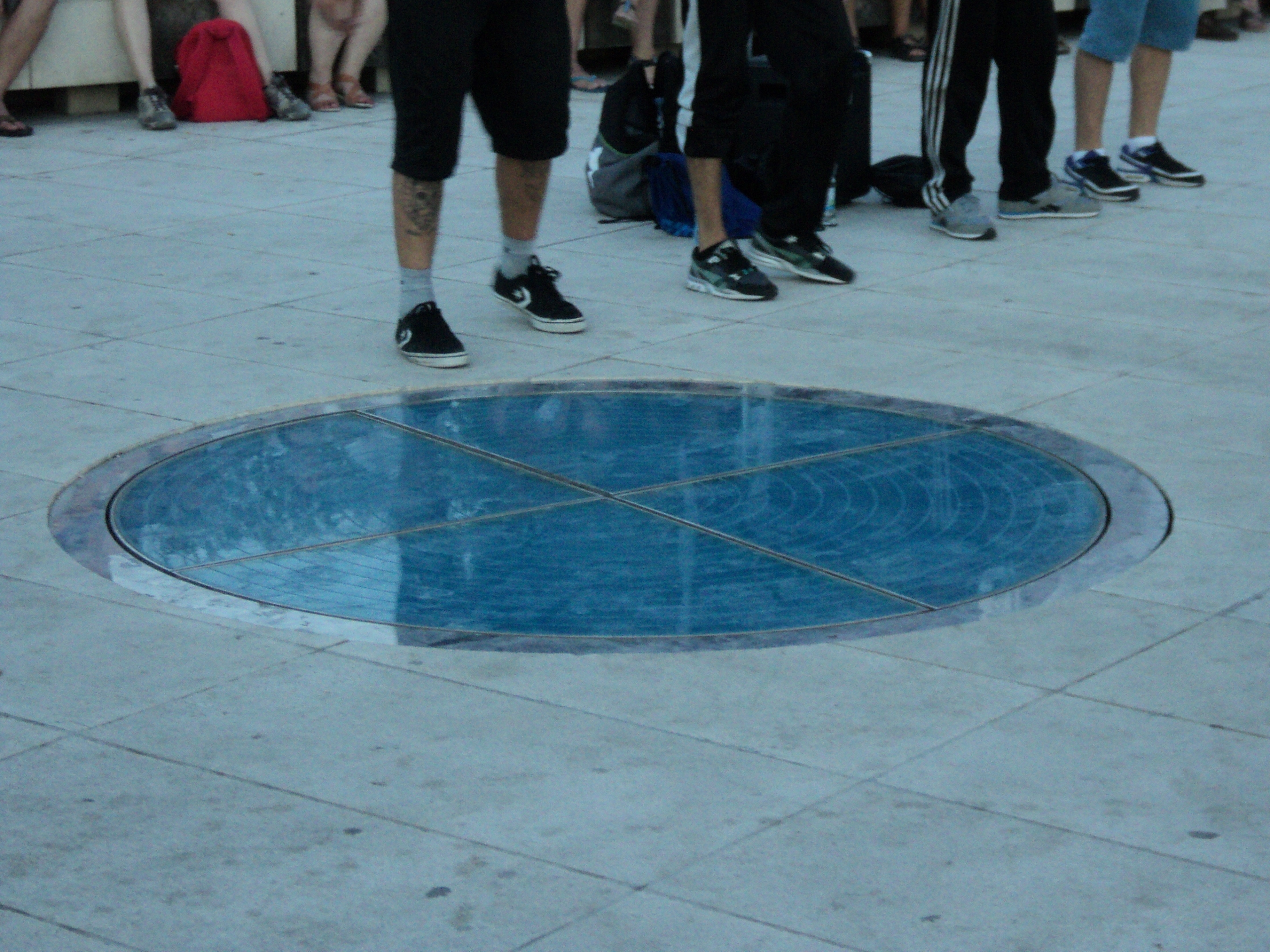
土星
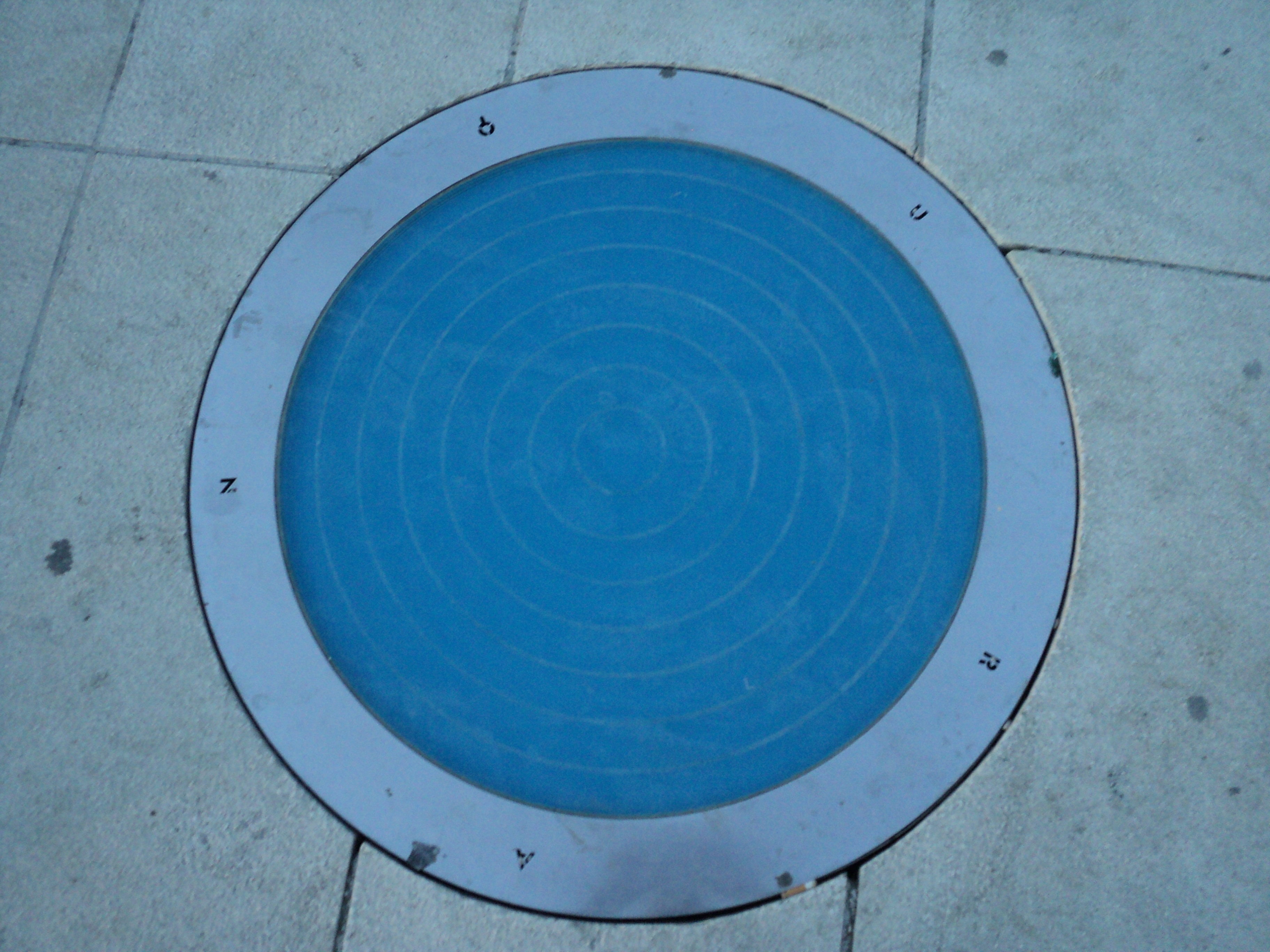
天王星
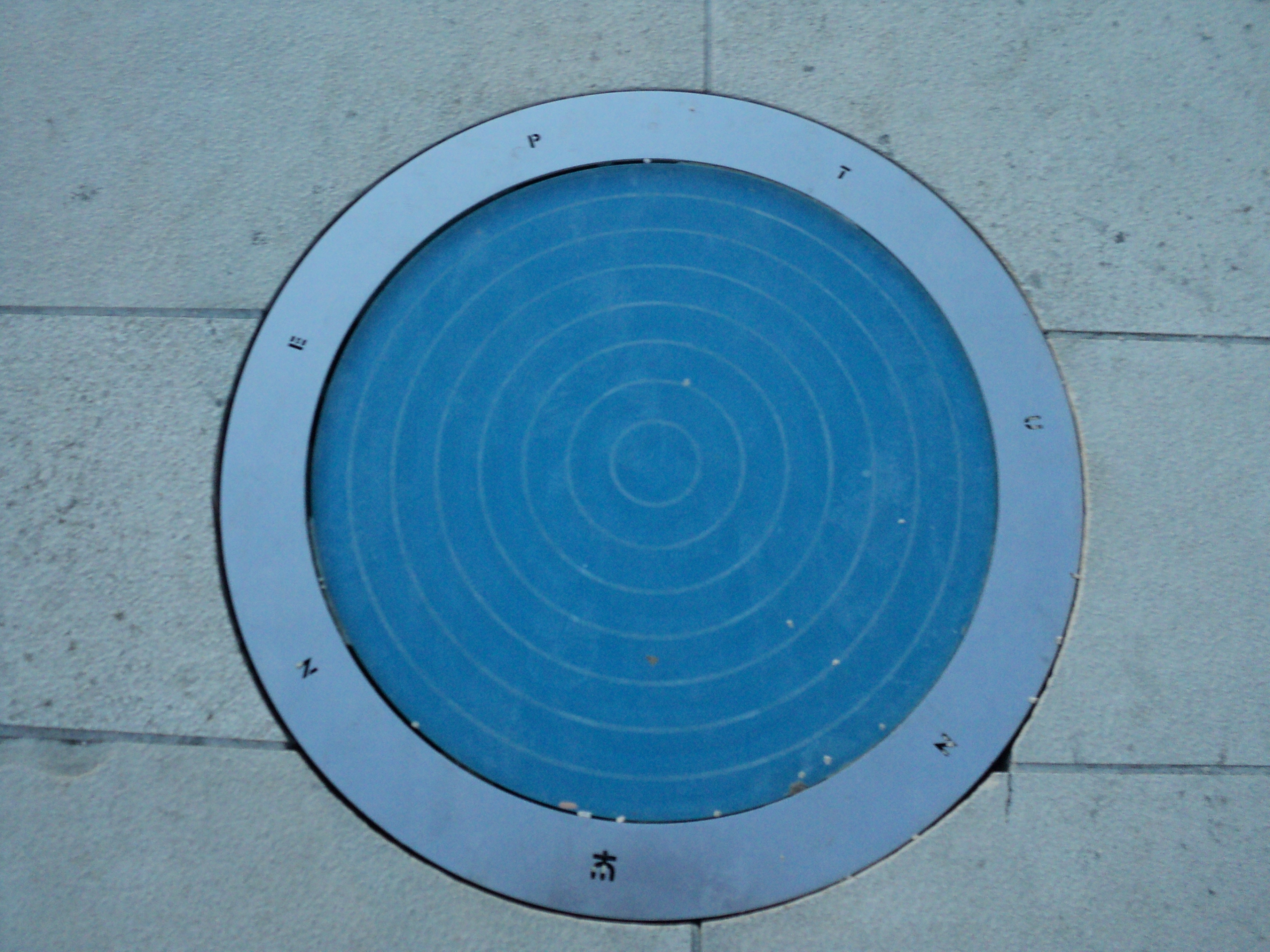
海王星